# Heartsrevolution
Heartsrevolution – zespół z Nowego Jorku.

## Dyskografia
- 2007 - CYOA!
- 2008 - Switchblade EP
- 2008 - Ultraviolence
- 2009 - Hearts Japan EP
- 2010 - Ride Or Die LP